# Falkenbergs Varv

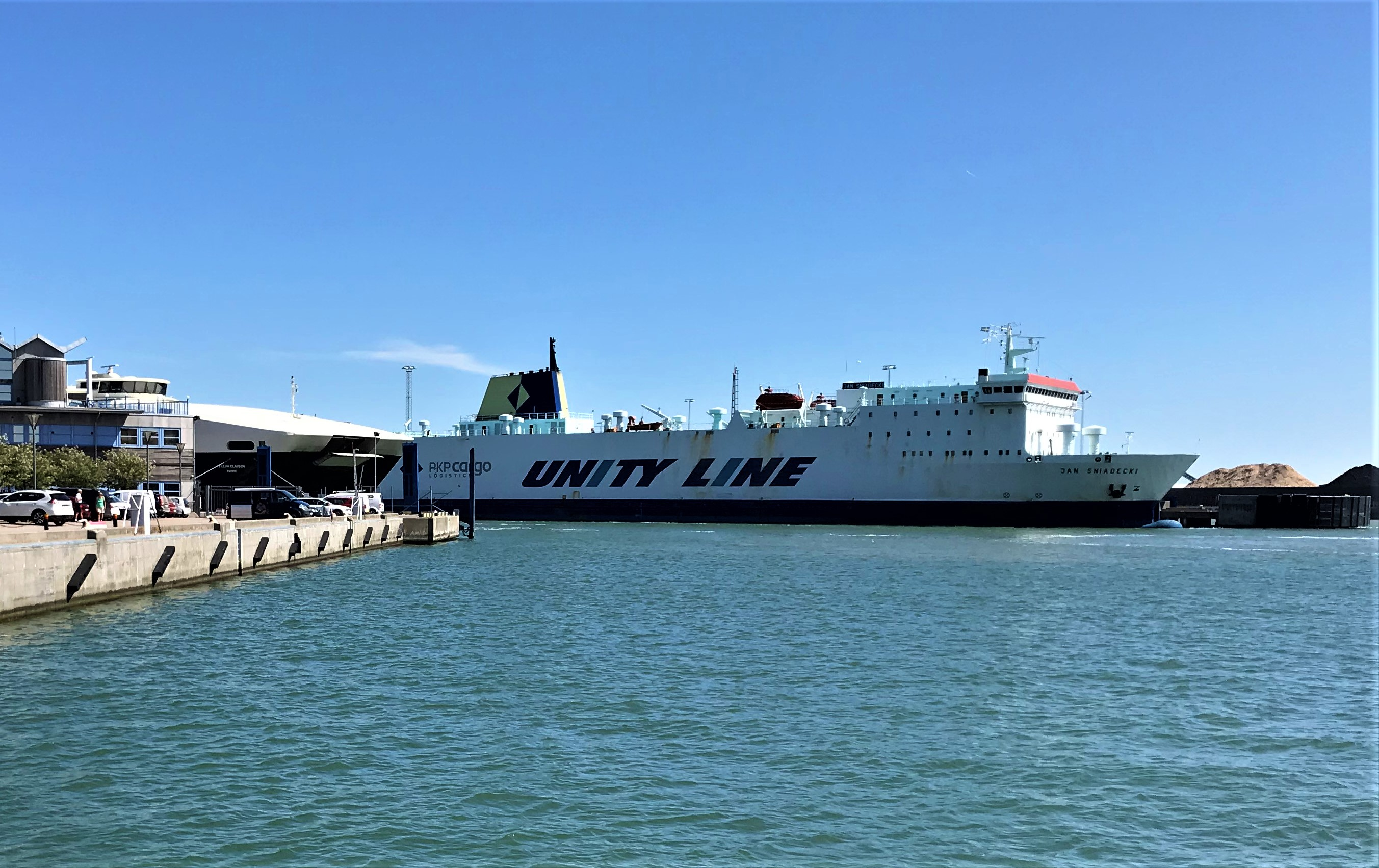
Unity Lines Ro-ro- och passagerarfartyg M/S Jan Sniadecki i Ystad, delvis skymd av HSC Villum Clausen, 2018.

Falkenbergs Varv AB var ett svenskt skeppsvarv i Falkenberg 1946–1988. Varvets första nybygge var tankfartyget Sinbad 1949 och det sista färjan Jan Sniadecki 1987.
Varvet ägdes av Thunbolagen mellan 1955 och 1985.  Varvet hade under den perioden som mest 350 anställda.
Reparationsvarvet Falkvarv AB är en uppföljare på samma lokal.

## Byggda fartyg i urval
- Tankfartyget Sinbad, 1949
- Paddan 5, 1948[4]
- Färjan David Carnegie, varvsnr 112, 1951
- Färjan Bolm, varvsnr 113, 1951[5]
- M/S Fröja, varvsnr 178, 1980[6]
- Färja 61/325, varvsnr 185, 1985[7]
- Färja 61/327, varvsnr 187, 1987[8]
- Färjan Jan Sniadecki, 1987[9]